# نهائي كأس مصر 2004
نهائي كأس مصر لكرة القدم 2004 هو المباراة النهائية من بطولة كأس مصر موسم 2003–2004 ، لعب النهائي يوم 2 يوليو 2004 في استاد الكلية الحربية بالقاهرة . وقد انتهت المباراة بفوز المقاولون العرب بالمباراة بنتيجة 2–1 ليحصد لقبه الثالث في تاريخ البطولة ويكون الفريق الأول الذي يتمكن من الفوز ببطولة الكأس من القسم الثاني للدوري المصري.

وقد شهدت المباراة إصابة حارس مرمى النادي الأهلي أمير عبد الحميد في الدقيقة 76 ولم يكن هناك تبديلات متبقية للنادي الأهلي فاستكمل شادي محمد المباراة كحارس مرمى بدلًا منه، كما شهدت إهدار محمد جودة ركلة جزاء في الدقيقة 89 حيث تصدى لها حارس مرمى المقاولون محمد العقباوي ، وأيضًا طرد اللاعب علاء عبد الغني في الدقيقة 89.

## الطريق إلى النهائي
| الأهلي           | الأهلي      | الدور       | المقاولون  | المقاولون   |
| ---------------- | ----------- | ----------- | ---------- | ----------- |
| الخصم            | إجم.        |             | الخصم      | إجم.        |
| طنطا             | 2–0         | دور الـ32   | حرس الحدود | 3–1         |
| الاتحاد السكندري | 2–0         | دور الـ16   | المنصورة   | 2–0         |
| المصري           | 1–1 (5–4 ر) | ربع النهائي | الترسانة   | 3–1 (ب.و.أ) |
| إنبي             | 2–1         | نصف النهائي | الإسماعيلي | 2–2 (5–4 ر) |

## التفاصيل
| الأهلي                   | 1–2 | المقاولون العرب                                          |
| ------------------------ | --- | -------------------------------------------------------- |
| محمد جودة 35' (ركلة حرة) |     | روبرت أكاروي 38' (ركلة حرة) · محمد فهيم 90+1' (ضربة رأس) |